# Gerusalemme conquistata
La Gerusalemme conquistata è la riscrittura "riveduta e corretta" del capolavoro del poeta Torquato Tasso, il poema Gerusalemme liberata (che era stato concluso nel 1575 e stampato nel 1581). Tasso vi lavorò dal 1582 al 1593 e la pubblicò a Roma nel 1593 con dedica al cardinale Cinzio Aldobrandini, nipote di papa Clemente VIII e mecenate del poeta negli ultimi anni della sua vita.
Con quest’opera Tasso era convinto di aver costruito un poema perfetto, migliore della Liberata (lo chiamava "a mia figlia prediletta"), ma la Conquistata non ebbe il successo letterario tra pubblico e critica che venne riservato alla Liberata.

## La gestazione
Conclusa nel 1575 la stesura della Gerusalemme liberata, prima di darla alle stampe il poeta la consegnò a una giuria di intellettuali perché la giudicassero secondo i criteri di Aristotele che Tasso aveva cercato di seguire nella composizione. Come testimoniato dall'epistolario del poeta, questa fase di correzione del poema (la cosiddetta "revisione romana") si rivelò assai più complicata di quanto il poeta avesse anticipato: i critici, infatti (primo fra tutti Sperone Speroni), rilevarono diverse problematiche nell’opera, e il complesso processo di correzione a più mani e revisione da parte dell’autore (portato avanti in modo asincrono a Roma e Ferrara) portò a enormi ritardi rispetto ai tempi previsti. Mentre nel frattempo la Liberata veniva stampata di frodo e mieteva successi, Tasso, preso dagli scrupoli (e dal timore che l’opera venisse tacciata di eccessiva lussuria), rimise mano al poema per renderlo ancora più conforme alle regole di Aristotele e alla rigida morale della Controriforma.
Del poema resta un codice, conservato alla Biblioteca nazionale di Napoli, che contiene l'unico manoscritto autografo, mutilo, probabilmente risalente al 1592: la prima edizione del 1593 data alle stampe a Roma, presso Guglielmo Facciotti, si rifà a una copia perduta approntata da Angelo Ingegneri sotto la guida di Tasso e destinata alla tipografia. L'edizione moderna della Gerusalemme conquistata è a cura di L. Bonfigli (Bari, Laterza, 1934).

## Trama
1. Dio invia in sogno un angelo a Goffredo, perché riprenda la guerra e liberi Gerusalemme; catalogo delle armate cristiane; la preghiera di Gerusalemme;
2. Descrizione del padiglione di Goffredo; ambasceria di Alete ed Argante a Goffredo, che rifiuta la resa;
3. I crociati arrivano a Gerusalemme; primo incontro di Tancredi e Clorinda; Tancredi le rivela il suo amore; Argante uccide Gernaldo; descrizione di Gerusalemme; il feretro di Dudone;
4. Concilio infernale: Satana decide di inviare al campo cristiano la bellissima Armida perché distragga i crociati; Armida arriva al campo, finge di essere una principessa spodestata, ma Goffredo le lascia prendere solo dieci cavalieri per la sua impresa;
5. Riccardo (nella Liberata Rinaldo) si impossessa delle armi di Dudone; nella contesa fra i cavalieri Riccardo uccide un compagno; mentre Goffredo radia Riccardo dal campo, Armida parte con dieci cavalieri, mentre molti altri la seguono di nascosto;
6. Argante, impaziente di vittoria, chiede al re di Gerusalemme, suo padre Ducalto (nella Liberata Aladino), di porre una tregua e di risolvere la guerra con una tenzone corpo a corpo con un campione cristiano; il duello è fra Argante e Tancredi ma è interrotto dalla notte; Nicea (nella Liberata Erminia), prese le armi di Clorinda, fugge dal campo pagano;
7. Tancredi insegue Nicea (che crede Clorinda) e arriva al castello di Armida e vi resta prigioniero: quindi il suo duello con Argante, stabilito il giorno successivo, non può proseguire; i cavalieri cristiani allora eleggono e sorteggiano il vecchio Raimondo, il quale, protetto dall'angelo custode, vince; durante il duello, un demone in forma di Clorinda incita un pagano a scoccare una freccia e la tregua è rotta;
8. Arriva un messaggero al campo cristiano e racconta a Goffredo la morte di Sveno in un'imboscata; arrivano intanto altri messaggeri al campo che portano l'armatura di Riccardo, che è creduto morto; la sedizione di Argillano¨è subito rintuzzata da Goffredo;
9. La Furia Aletto esce dall'Inferno e appare in sogno a Solimano, il re dei Turchi rifugiato presso Ducalto. Finita la tregua riprende la battaglia: Solimano uccide i cinque figli di Latino, che si suicida a sua volta; Argillano uccide Tigrino; viene ucciso Lesbino, il paggio amato da Solimano, il quale, pieno d'odio, vuole vendicarsi;
10. Solimano fugge in Egitto per affrettare i rinforzi, ma una notte sogna il mago Ismeno che lo cura, e avvolto in una nube, lo porta nelle mura di Gerusalemme a spiare il consiglio dei cavalieri cristiani. Tornano intanto al campo Tancredi ed altri, e dopo aver narrato gli incanti di Armida, rivelano che Riccardo non è morto ma è prigioniero di lei;
11. Ruperto e Dano partono alla ricerca di Ricardo, aiutati dal mago;
12. Il giardino di Armida: i due cavalieri svegliano Riccardo mostrandogli le sue armi e lui fugge; Armida viene incatenata con delle catene magiche dono del mago;
13. Cerimonia liturgica e preghiera di Goffredo; Clorinda lo ferisce a una gamba ma viene e curato da un angelo;
14. Clorinda e Argante vogliono bruciare la torre da guerra dei cristiani; mentre si accinge alla difficile impresa, Arsete, racconta a Clorinda la di lei infanzia e le sue origini cristiane; bruciata la torre, Clorinda resta chiusa fuori le mura e Tancredi, per via delle armi diverse che lei indossa, non la riconosce e la uccide; Clorinda chiede il battesimo prima di morire; dolore di Tancredi e funerali di Clorinda;
15. La selva di Saron, con cui rifare la torre distrutta da Clorinda, viene infestata ad opera del mago Ismeno; i cristiani, nel frattempo, catturano una colomba con un messaggio in cui il sultano d'Egitto annuncia il suo prossimo arrivo a portare rinforzi a Solimano e a Ducalto; Vaffrino, lo scudiero di Tancredi, viene inviato a spiare il campo nemico;
16. Descrizione di Gaza e catalogo delle armate pagane; Vafrino giunge a Gaza e ottiene molte notizie anche riguardo ad un agguato che i pagani stanno cercando di tessere a Goffredo. Inizia la battaglia: le gesta di Roberto;
17. Battaglia
18. Arrivano le armate egiziane comandate da Emireno; Roberto viene ucciso; arriva la siccità; preghiera di Goffredo per la pioggia, che alla fine arriva;
19. Visione in sogno di Goffredo della scala di Giacobbe e della Gerusalemme terrena e celeste;
20. Goffredo riaccetta Riccardo; funerali d Roberto e confessione di Riccardo;
21. Riccardo libera dai demoni la selva di Saron; ultima battaglia: Riccardo uccide il Re dell'India; addio di Argante alla moglie presso le porte della città;
22. Tancredi uccide Argante e si chiude la guerra sotto Gerusalemme;
23. La battaglia campale è sotto Ascalona: è l'alba del giorno di Pasqua: viene smascherato il tranello a Goffredo; Goffredo uccide Tisaferne; Riccardo uccide Solimano ed Emireno; i guerrieri vanno al Santo Sepolcro e pregano.

## Struttura e differenze con laLiberata
Rispetto alla Liberata, la Conquistata vuole seguire ancora più da vicino i modelli classici: questo è evidente già dal solo fatto di aver ripartito la materia in 24 canti, come i poemi omerici (rispetto ai 20 della Liberata) o anche nell'aggiunta di alcuni nuovi episodi (l'addio di Argante e sua moglie alle porte della città, ad esempio, che traduce quello di Ettore ed Andromaca nell'Iliade etc…). 
A parte questi accorgimenti macroscopici, rispetto alla Liberata sono stati: 
- Cambiati alcuni nomi (Erminia si chiama ora Nicea, Rinaldo è ora Riccardo e il re di Gerusalemme si chiama Ducalto) e alcune relazioni fra alcuni personaggi (Ducalto ha ora tredici figli, tra i quali Argante, che è ora sposato, parentele del tutto assenti nell'altro poema; Erminia/Nicea, pur innamorata di Tancredi, non cura le ferite del cristiano dopo lo scontro finale con Argante; Clorinda sa dell'amore di Tancredi).
- Aggiunti alcuni episodi come la rivelazione di Tancredi del suo amore per Clorinda (canto 2), la descrizione del padiglione di Goffredo (canto 3), il citato addio di Argante a sua moglie (canto 17) o la visione in sogno di Goffredo (canto 20). In generale, notevolmente più dettagliata è la descrizione del giardino di Armida, ripresa in vari luoghi del poema, e anche molta più attenzione viene prestata al personaggio di Vafrino; maggiorata risulta anche l'importanza delle macchine da guerra e l'elemento divino (il maraviglioso in senso tassiano), non tanto per la quantità degli interventi nella trama, ma dalla sua presenza più forte ora nel testo (al riguardo è stata aggiunta l'armeria celeste nel canto 8);
- Eliminati alcuni episodi come la storia di Olindo e Sofronia (nel 2 canto della Liberata), la celebre avventura di Erminia tra i pastori, il suo amore per Tancredi e la scena in cui lei gli cura le piaghe, al termine della Liberata; allo stesso modo è stato cancellato il famoso viaggio sulla nave della Fortuna, mentre Armida, che finisce incatenata, non potrà più partecipare alla battaglia campale in cui nella Liberata rivedeva Rinaldo; la battaglia campale che si ambientava a Gerusalemme, ora è stata spostata sotto le mura di Ascalona.

Sebbene la vicenda generale sia la stessa della Gerusalemme liberata, si può dire che il Tasso abbia cercato una trama storicamente più verosimile (in senso aristotelico, quindi nella ricostruzione storica e nei dettagli, specie delle scene di battaglia o nelle macchine da guerra) e religiosamente più conforme ai dettami controriformistici (nel testo, ad esempio, in presenza di demoni o angeli vengono fornite spesso spiegazioni teologiche accurate, con uno scrupolo assolutamente assente nella Liberata). 
A parte questo, il poeta fa tesoro dei rimproveri dei 'revisori romani', che avevano lamentato la poca unità della trama: tagliati via gli episodi non necessari della Liberata (cioè i più famosi, quali Olindo e Sofronia, o le vicende di Armida e di Erminia), quindi, il Tasso ha cercato di gestire l'intero in maniera più stringente e più scorrevole; maggiore centralità e prestanza fisica e morale viene attribuita a Goffredo, ora meno turbato e pensoso di come appariva nella Liberata, il che gli permette di campeggiare maggiormente nella vicenda e di fornire un punto di raccordo effettivo per il campo cristiano. La ripartizione nuova dei canti, d'altro canto, divide la materia in maniera molto più semplice e lineare, anche statica se si vuole, e anche se il numero dei canti è aumentato, le varie storie possono essere seguite abbastanza semplicemente. Sempre stando a quanto avevano lamentato i revisori (cioè di uno stile difficile in cui venivano troppo allo scoperto i calchi classici, come ancora lamenterà Galileo Galilei, che gli preferiva Lodovico Ariosto), il Tasso reinterpreta totalmente il concetto di 'parlar disgiunto' enunciato nei Discorsi del poema eroico (stampati nel 1594, un anno dopo la Conquistata). Se il 'parlar disgiunto' portava, nella Liberata, a uno stile molto complesso, pieno di latinismi, caratterizzato da forti enjambement e iperbati, interamente costellato di figure retoriche e controsensi logici (come tipico del concettismo tardo cinquecentesco), ora, invece, esso porta a uno stile che, sempre aulico, risulta però molto più piano e semplice: quasi interamente scomparsi sono i giochi retorici e le moltissime rime equivoche della Liberata, come anche i forti enjambement e le tante costruzioni latineggianti; allo stesso modo, anche le parole tendono con maggiore frequenza a disporsi in un ordine più naturale. Questo non vuol dire, d'altro canto, che il dettato del poema risulti semplice, anzi, ma la difficoltà è ora riposta in una maggiore libertà sintattica e lessicale e concettuale, senza dover ricorrere necessariamente ai giochi di concetto, come nella Liberata. 
In sostanza: se sul piano della struttura narrativa l'imitazione classica viene aumentata, sul piano lessicale e stilistico, al contrario, essa viene smorzata, così da arrivare a uno stile molto più lineare e classico rispetto alla Liberata, ma non per questo a volte meno denso.
Oltre questo però, scomparsi il tema erotico e i travagli interiori dei paladini, scomparse le molte fascinose presenze demoniache, eliminati i giochi logici del dettato, eliminata la centralità del tema erotico e del tema diabolico, il poema, costruito ora con tutti i crismi, non ebbe mai il favore del pubblico e cadde nell'oblio non troppo dopo la pubblicazione, restando appannaggio degli specialisti.

## IlGiudicio sovra la Gerusalemme riformata
È sostanzialmente un trattato apologetico nei riguardi della Conquistata, rimasto incompleto (furono stampati solo i primi due libri, cioè De l'istoria e de l'allegoria e De la favola, dei tre progettati). Attraverso quest'opera, il Tasso vuole dimostrare come la Conquistata sia più ricca e più ortodossa della Liberata, dotata anche di una complessa allegoria sottesa alla trama, nonché vuole mostrare i profondi miglioramenti apportati al rapporto tra l'intreccio del libro e la storia della Crociata. Il Tasso spiega (e giustifica), inoltre, le proprie scelte letterarie, mostra le fonti del poema e i riferimenti, specialmente religiosi. Questa preoccupazione quasi giustificatoria del Tasso andrà rapportata non solo al fatto che l'opera avrebbe potuto essere sottoposta a nuovi attacchi dai vari critici, ma soprattutto al fatto che il nuovo poema non aveva incontrato il favore del pubblico, mentre la Liberata, sostanzialmente ripudiata, era già uno dei clamorosi best seller della storia.